# Sid Meier's Pirates! (1987)
Sid Meier's Pirates! is een computerspel uit 1987. Het spel van het type actie en strategie werd ontwikkeld en uitgegeven door MicroProse Software. De speler speelt een zeerover op een speelveld dat van boven getoond wordt. Het doel van het spel is met zoveel mogelijk geld en land, zo hoog mogelijke rang, een vrouw en zo hoog mogelijke score te halen. Het spel kent negen schepen en zes tijdvakken waarin gespeeld worden. De speler kan dit behalen door steden te plunderen en schepen in te nemen en te laten zinken.
Er kwam een remake in 2004, ook genaamd Sid Meier's Pirates!.

## Platform
| jaar | platform                                       |
| ---- | ---------------------------------------------- |
| 1987 | Amstrad CPC, Apple II, Commodore 64, PC Booter |
| 1988 | Apple IIgs, Macintosh                          |
| 1989 | Atari ST, PC-88, PC-98                         |
| 1990 | Amiga                                          |
| 1991 | NES                                            |
| 1994 | DOS                                            |

## Ontvangst
| Beoordeeld door                       | Platform     | Datum          | Score |
| ------------------------------------- | ------------ | -------------- | ----- |
| Computer Gaming World (CGW)           | Amiga        | oktober 1990   | 100%  |
| Computer Gaming World (CGW)           | Macintosh    | oktober 1990   | 100%  |
| Computer Gaming World (CGW)           | Commodore 64 | oktober 1990   | 100%  |
| Commodore User                        | Commodore 64 | september 1987 | 90%   |
| Power Play                            | Commodore 64 | 1989           | 85%   |
| Total! (Duitsland)                    | NES          | mei 1993       | 85%   |
| Power Play                            | DOS          | 1989           | 84%   |
| Tilt                                  | Atari ST     | november 1989  | 80%   |
| ACE (Advanced Computer Entertainment) | Commodore 64 | oktober 1987   | 73%   |
| Techtite                              | Apple II     | 2000           | 60%   |

## Trivia
- Het spel is opgenomen in het boek 1001 Video Games You Must Play Before You Die van Tony Mott.